# 1970年イギリスグランプリ
1970年イギリスグランプリ (1970 British Grand Prix) は、1970年のF1世界選手権第7戦として、1970年7月18日にブランズ・ハッチで開催された。
レースは80周で行われ、ロータスのヨッヘン・リントがポール・トゥ・ウィンで優勝した。ブラバムのジャック・ブラバムが2位、マクラーレンのデニス・ハルムが3位となった。また、後にドライバーズチャンピオンとなるエマーソン・フィッティパルディのF1デビュー戦であり、ダン・ガーニーのF1最後のレースでもあった。

## 背景
ダンロップはこの週末、本年をもってF1用タイヤの供給から撤退することを発表した。1965年にグッドイヤーが参入したことによりダンロップの独占供給体制が崩れ、さらに1966年にファイアストンも参入してタイヤ競争が激化していった中、この年もBRM（ペドロ・ロドリゲス）とティレル/マーチ（ジャッキー・スチュワート）によって2勝を挙げていた。

## エントリー

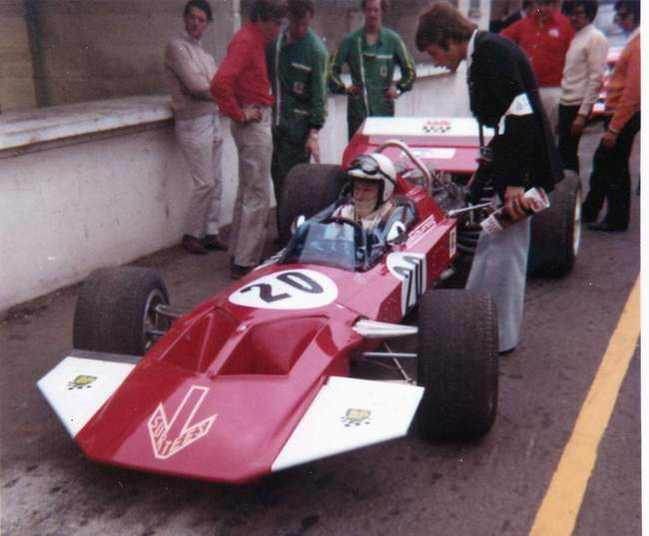
サーティース初のF1マシンTS7

本レースは25台が参加した。ジョン・サーティースはこの年から自身のチーム「サーティース」でF1参戦を開始し、自製マシンの完成までの間はマクラーレン・M7Cを走らせていた。サーティース自ら設計及び制作に携わった初の自製F1マシンTS7が完成し、本レースからTS7を走らせる。ウィリアムズは、オランダGPで事故死したピアス・カレッジに代わってブライアン・レッドマンを起用し、活動を再開した。フェラーリはクレイ・レガツォーニが2台目の312Bを走らせる。STPのマリオ・アンドレッティが復帰した。ロータスは3人目のドライバーとしてブラジルの新鋭エマーソン・フィッティパルディを起用し、49Cを走らせる。マクラーレンはフォード・コスワース・DFVエンジンの不足により、地元出身のピーター・ゲシンは欠場せざるを得なかった。

### エントリーリスト
| チーム                                              | No. | ドライバー                     | コンストラクター | シャシー | エンジン                         | タイヤ |
| --------------------------------------------------- | --- | ------------------------------ | ---------------- | -------- | -------------------------------- | ------ |
| ティレル・レーシング・オーガニゼーション            | 1   | ジャッキー・スチュワート       | マーチ           | 701      | フォード・コスワース DFV 3.0L V8 | D      |
| ティレル・レーシング・オーガニゼーション            | 2   | フランソワ・セベール           | マーチ           | 701      | フォード・コスワース DFV 3.0L V8 | D      |
| スクーデリア・フェラーリ SpA SEFAC                  | 3   | ジャッキー・イクス             | フェラーリ       | 312B     | フェラーリ 001 3.0L F12          | F      |
| スクーデリア・フェラーリ SpA SEFAC                  | 4   | クレイ・レガツォーニ           | フェラーリ       | 312B     | フェラーリ 001 3.0L F12          | F      |
| ゴールドリーフ・チーム・ロータス                    | 5   | ヨッヘン・リント               | ロータス         | 72C      | フォード・コスワース DFV 3.0L V8 | F      |
| ゴールドリーフ・チーム・ロータス                    | 6   | ジョン・マイルズ               | ロータス         | 72B      | フォード・コスワース DFV 3.0L V8 | F      |
| ゴールドリーフ・チーム・ロータス                    | 28  | エマーソン・フィッティパルディ | ロータス         | 49C      | フォード・コスワース DFV 3.0L V8 | F      |
| エキップ・マトラ・エルフ                            | 7   | アンリ・ペスカロロ             | マトラ           | MS120    | マトラ MS12 3.0L V12             | G      |
| エキップ・マトラ・エルフ                            | 8   | ジャン＝ピエール・ベルトワーズ | マトラ           | MS120    | マトラ MS12 3.0L V12             | G      |
| ブルース・マクラーレン・モーターレーシング          | 9   | デニス・ハルム                 | マクラーレン     | M14D     | フォード・コスワース DFV 3.0L V8 | G      |
| ブルース・マクラーレン・モーターレーシング          | 10  | ダン・ガーニー                 | マクラーレン     | M14A     | フォード・コスワース DFV 3.0L V8 | G      |
| ブルース・マクラーレン・モーターレーシング          | 11  | アンドレア・デ・アダミッチ     | マクラーレン     | M7D      | アルファロメオ T33 3.0L V8       | G      |
| ブルース・マクラーレン・モーターレーシング          | 12  | ピーター・ゲシン 1             | マクラーレン     | M7A      | フォード・コスワース DFV 3.0L V8 | G      |
| ブルックボンド・オクソ・レーシング/ロブ・ウォーカー | 14  | グラハム・ヒル                 | ロータス         | 49C      | フォード・コスワース DFV 3.0L V8 | F      |
| マーチ・エンジニアリング                            | 15  | ジョー・シフェール             | マーチ           | 701      | フォード・コスワース DFV 3.0L V8 | F      |
| マーチ・エンジニアリング                            | 16  | クリス・エイモン               | マーチ           | 701      | フォード・コスワース DFV 3.0L V8 | F      |
| モーターレーシング・ディベロップメンツ・リミテッド  | 17  | ジャック・ブラバム             | ブラバム         | BT33     | フォード・コスワース DFV 3.0L V8 | G      |
| モーターレーシング・ディベロップメンツ・リミテッド  | 19  | ティム・シェンケン 1           | ブラバム         | BT33     | フォード・コスワース DFV 3.0L V8 | G      |
| アウト・モトール・ウント・シュポルト                | 18  | ロルフ・シュトメレン           | ブラバム         | BT33     | フォード・コスワース DFV 3.0L V8 | G      |
| チーム・サーティース                                | 20  | ジョン・サーティース           | サーティース     | TS7      | フォード・コスワース DFV 3.0L V8 | F      |
| チーム・サーティース                                | 21  | トレバー・テイラー 1           | マクラーレン     | M7C      | フォード・コスワース DFV 3.0L V8 | F      |
| ヤードレー・チーム・BRM                             | 22  | ペドロ・ロドリゲス             | BRM              | P153     | BRM P142 3.0L V12                | D      |
| ヤードレー・チーム・BRM                             | 23  | ジャッキー・オリバー           | BRM              | P153     | BRM P142 3.0L V12                | D      |
| ヤードレー・チーム・BRM                             | 24  | ジョージ・イートン             | BRM              | P153     | BRM P142 3.0L V12                | D      |
| フランク・ウィリアムズ・レーシングカーズ            | 25  | ブライアン・レッドマン         | デ・トマソ       | 505      | フォード・コスワース DFV 3.0L V8 | D      |
| STPコーポレーション                                 | 26  | マリオ・アンドレッティ         | マーチ           | 701      | フォード・コスワース DFV 3.0L V8 | F      |
| コーリン・クラッベ・レーシング                      | 27  | ロニー・ピーターソン           | マーチ           | 701      | フォード・コスワース DFV 3.0L V8 | G      |
| ピート・ラブリー・フォルクスワーゲン・インク        | 29  | ピート・ラブリー               | ロータス         | 49B      | フォード・コスワース DFV 3.0L V8 | F      |
| エキュリー・ボニエ                                  | 30  | ヨアキム・ボニエ 1             | マクラーレン     | M7C      | フォード・コスワース DFV 3.0L V8 | G      |
| シルビオ・モーザー・レーシングチーム                | 31  | シルビオ・モーザー 2           | ベラシ           | F1 70    | フォード・コスワース DFV 3.0L V8 | G      |
| ソース:                                             |     |                                |                  |          |                                  |        |

追記
- ^1 - マシンが準備できず欠場[10]
- ^2 - モーザーはスターティングマネーに不満を持ち欠場[10]

## 予選
ヨッヘン・リントがポールポジションを獲得し、ジャック・ブラバムとジャッキー・イクスとともにフロントローに並んだ。ジャッキー・オリバーとデニス・ハルムが2列目、クレイ・レガツォーニ、ジョン・マイルズ、ジャッキー・スチュワートが3列目に並ぶ。ロルフ・シュトメレンはアクシデントによりマシンが大破し、以後のセッションの参加を見合わせた。ブライアン・レッドマンも後輪のハブが故障し、トランスミッションの部品に不具合があると判明したため、決勝への出走を断念した。

### 予選結果
| 順位    | No. | ドライバー                     | コンストラクター            | タイム | 差   | グリッド |
| ------- | --- | ------------------------------ | --------------------------- | ------ | ---- | -------- |
| 1       | 5   | ヨッヘン・リント               | ロータス-フォード           | 1:24.8 | -    | 1        |
| 2       | 17  | ジャック・ブラバム             | ブラバム-フォード           | 1:24.8 | 0.0  | 2        |
| 3       | 3   | ジャッキー・イクス             | フェラーリ                  | 1:25.1 | +0.3 | 3        |
| 4       | 23  | ジャッキー・オリバー           | BRM                         | 1:25.6 | +0.8 | 4        |
| 5       | 9   | デニス・ハルム                 | マクラーレン-フォード       | 1:25.6 | +0.8 | 5        |
| 6       | 4   | クレイ・レガツォーニ           | フェラーリ                  | 1:25.8 | +1.0 | 6        |
| 7       | 6   | ジョン・マイルズ               | ロータス-フォード           | 1:25.9 | +1.1 | 7        |
| 8       | 1   | ジャッキー・スチュワート       | マーチ-フォード             | 1:26.0 | +1.2 | 8        |
| 9       | 26  | マリオ・アンドレッティ         | マーチ-フォード             | 1:26.2 | +1.4 | 9        |
| 10      | 18  | ロルフ・シュトメレン           | ブラバム-フォード           | 1:26.3 | +1.5 | DNS 1    |
| 11      | 7   | ジャン＝ピエール・ベルトワーズ | マトラ                      | 1:26.5 | +1.7 | 10       |
| 12      | 32  | ダン・ガーニー                 | マクラーレン-フォード       | 1:26.6 | +1.8 | 11       |
| 13      | 8   | アンリ・ペスカロロ             | マトラ                      | 1:26.7 | +1.9 | 12       |
| 14      | 27  | ロニー・ピーターソン           | マーチ-フォード             | 1:26.8 | +2.0 | 13       |
| 15      | 2   | フランソワ・セベール           | マーチ-フォード             | 1:26.8 | +2.0 | 14       |
| 16      | 22  | ペドロ・ロドリゲス             | BRM                         | 1:26.9 | +2.1 | 15       |
| 17      | 24  | ジョージ・イートン             | BRM                         | 1:26.9 | +2.1 | 16       |
| 18      | 16  | クリス・エイモン               | マーチ-フォード             | 1:27.0 | +2.2 | 17       |
| 19      | 11  | アンドレア・デ・アダミッチ     | マクラーレン-アルファロメオ | 1:27.1 | +2.3 | 18       |
| 20      | 20  | ジョン・サーティース           | サーティース-フォード       | 1:27.7 | +2.9 | 19       |
| 21      | 15  | ジョー・シフェール             | マーチ-フォード             | 1:28.0 | +3.2 | 20       |
| 22      | 28  | エマーソン・フィッティパルディ | ロータス-フォード           | 1:28.1 | +3.3 | 21       |
| 23      | 14  | グラハム・ヒル                 | ロータス-フォード           | 1:28.4 | +3.6 | 22       |
| 24      | 29  | ピート・ラブリー               | ロータス-フォード           | 1:30.3 | +5.5 | 23       |
| 25      | 25  | ブライアン・レッドマン         | デ・トマソ-フォード         | 1:32.8 | +8.0 | DNS 2    |
| ソース: |     |                                |                             |        |      |          |

追記
- ^1 - シュトメレンはアクシデントによりマシンが大破し、決勝への出走を見合わせた[6]
- ^2 - レッドマンはマシントラブルが発生したため、決勝への出走を見合わせた[6]

## 決勝
レース開始直前にアンドレア・デ・アダミッチのマクラーレン・M7Dが燃料漏れに見舞われ、決勝に出走できなくなった。
スタート直後、ジャッキー・イクスは1コーナーのパドック・ヒル・ベントでジャック・ブラバムに並び、2コーナーのドルイド・ベントでブラバムを抜いて首位に立った。イクスは6周目まで首位を走行したが、7周目の1コーナーでトランスミッションが壊れてリタイアした。同時にヨッヘン・リントがブラバムを抜いて首位に浮上する。ブラバムも応戦し、レースのほとんどの時間でリントとブラバムの接近戦が続いた。ジャッキー・オリバーはレースのほとんどで3位を走行していたが、58周目にエンジンが壊れてリタイアした。これにより、デニス・ハルムが3位に浮上した。69周目にリントがギアチェンジを誤り、ブラバムが首位に立つ。このままブラバムがレースを制するかに見えたが、最終ラップの最終コーナーでガス欠に見舞われスローダウンしてしまい、既に13秒の差が付いていたリントがブラバムを抜き、首位でフィニッシュした。ブラバムはスローダウンしながらなんとか2位でチェッカーを受けた。ハルムはブラバムを抜くにはあまりにも差が付きすぎていたため、3位のままレースを終えた。クレイ・レガツォーニはF1デビュー戦のオランダGPに続いて4位に入賞した。
レース後の車検でリントのリアウィングの高さが違反と判断されて失格となったが、再検査によって3時間後に失格処分が取り消され、リントの3連勝が確定した。

### レース結果
| 順位    | No. | ドライバー                     | コンストラクター            | 周回数 | タイム/リタイア原因 | グリッド | ポイント |
| ------- | --- | ------------------------------ | --------------------------- | ------ | ------------------- | -------- | -------- |
| 1       | 5   | ヨッヘン・リント               | ロータス-フォード           | 80     | 1:57:02.0           | 1        | 9        |
| 2       | 17  | ジャック・ブラバム             | ブラバム-フォード           | 80     | +32.9               | 2        | 6        |
| 3       | 9   | デニス・ハルム                 | マクラーレン-フォード       | 80     | +54.4               | 5        | 4        |
| 4       | 4   | クレイ・レガツォーニ           | フェラーリ                  | 80     | +54.8               | 6        | 3        |
| 5       | 16  | クリス・エイモン               | マーチ-フォード             | 79     | +1 Lap              | 17       | 2        |
| 6       | 14  | グラハム・ヒル                 | ロータス-フォード           | 79     | +1 Lap              | 22       | 1        |
| 7       | 2   | フランソワ・セベール           | マーチ-フォード             | 79     | +1 Lap              | 14       |          |
| 8       | 28  | エマーソン・フィッティパルディ | ロータス-フォード           | 78     | +2 Laps             | 21       |          |
| 9       | 27  | ロニー・ピーターソン           | マーチ-フォード             | 72     | +8 Laps             | 13       |          |
| NC      | 29  | ピート・ラブリー               | ロータス-フォード           | 69     | 規定周回数不足      | 23       |          |
| Ret     | 32  | ダン・ガーニー                 | マクラーレン-フォード       | 60     | 油圧                | 11       |          |
| Ret     | 22  | ペドロ・ロドリゲス             | BRM                         | 58     | アクシデント        | 15       |          |
| Ret     | 23  | ジャッキー・オリバー           | BRM                         | 54     | エンジン            | 4        |          |
| Ret     | 1   | ジャッキー・スチュワート       | マーチ-フォード             | 52     | クラッチ            | 8        |          |
| Ret     | 20  | ジョン・サーティース           | サーティース-フォード       | 51     | 油圧                | 19       |          |
| Ret     | 8   | アンリ・ペスカロロ             | マトラ                      | 41     | アクシデント        | 12       |          |
| Ret     | 7   | ジャン＝ピエール・ベルトワーズ | マトラ                      | 24     | ホイール            | 10       |          |
| Ret     | 26  | マリオ・アンドレッティ         | マーチ-フォード             | 21     | サスペンション      | 9        |          |
| Ret     | 15  | ジョー・シフェール             | マーチ-フォード             | 19     | サスペンション      | 20       |          |
| Ret     | 6   | ジョン・マイルズ               | ロータス-フォード           | 15     | エンジン            | 7        |          |
| Ret     | 24  | ジョージ・イートン             | BRM                         | 10     | 油圧                | 16       |          |
| Ret     | 3   | ジャッキー・イクス             | フェラーリ                  | 6      | トランスミッション  | 3        |          |
| DNS     | 11  | アンドレア・デ・アダミッチ     | マクラーレン-アルファロメオ |        | 燃料漏れ            | 18       |          |
| DNS     | 18  | ロルフ・シュトメレン           | ブラバム-フォード           |        | 予選でアクシデント  |          |          |
| DNS     | 25  | ブライアン・レッドマン         | デ・トマソ-フォード         |        | トランスミッション  |          |          |
| ソース: |     |                                |                             |        |                     |          |          |

優勝者ヨッヘン・リントの平均速度
174.925 km/h (108.693 mph)
ファステストラップ
- ジャック・ブラバム - 1:25.9（70周目）

ラップリーダー
太字は最多ラップリーダー
- ジャッキー・イクス - 6周 (Lap 1-6)
- ヨッヘン・リント - 63周 (Lap 7-68, 80)
- ジャック・ブラバム - 11周 (Lap 69-79)

## 第7戦終了時点のランキング
|         | 順位 | ドライバー               | ポイント |
| ------- | ---- | ------------------------ | -------- |
|         | 1    | ヨッヘン・リント         | 36       |
| 1       | 2    | ジャック・ブラバム       | 25       |
| 1       | 3    | ジャッキー・スチュワート | 19       |
| 1       | 4    | デニス・ハルム           | 16       |
| 1       | 5    | クリス・エイモン         | 14       |
| ソース: |      |                          |          |

|         | 順位 | コンストラクター      | ポイント |
| ------- | ---- | --------------------- | -------- |
|         | 1    | ロータス-フォード     | 41       |
|         | 2    | マーチ-フォード       | 33       |
|         | 3    | ブラバム-フォード     | 27       |
|         | 4    | マクラーレン-フォード | 23       |
|         | 5    | マトラ                | 15       |
| ソース: |      |                       |          |

- 注: トップ5のみ表示。前半7戦のうちベスト6戦及び後半6戦のうちベスト5戦がカウントされる。